# Macrolycus dominator
Macrolycus dominator là một loài bọ cánh cứng trong họ Lycidae. Loài này được Kleine miêu tả khoa học năm 1925.